# Grgetići
 Grgetići  falu Horvátországban Zágráb megyében. Közigazgatásilag Zsumberkhez tartozik.

## Fekvése
Zágrábtól 42 km-re délnyugatra községközpontjától Kostanjevactól 6 km-re északnyugatra a Zsumberki-hegység egyik magaslatán fekszik.

## Története
Az 1830-as urbárium szerint 4 háza és 46 lakosa volt. 
1857-ben 30, 1910-ben 45 lakosa volt. Trianon előtt Zágráb vármegye Jaskai járásához tartozott. A település mellett egykor szenet bányásztak, a termelés azonban egy idő után gazdaságtalanná vált, ezért megszüntették. Grgetićinek 2011-ben már nem volt állandó lakossága. 

## Lakosság
| Lakosság változása | Lakosság változása | Lakosság változása | Lakosság változása | Lakosság változása | Lakosság változása | Lakosság változása | Lakosság változása | Lakosság változása | Lakosság változása | Lakosság változása | Lakosság változása | Lakosság változása | Lakosság változása | Lakosság változása | Lakosság változása |
| ------------------ | ------------------ | ------------------ | ------------------ | ------------------ | ------------------ | ------------------ | ------------------ | ------------------ | ------------------ | ------------------ | ------------------ | ------------------ | ------------------ | ------------------ | ------------------ |
| 1857               | 1869               | 1880               | 1890               | 1900               | 1910               | 1921               | 1931               | 1948               | 1953               | 1961               | 1971               | 1981               | 1991               | 2001               | 2011               |
| 30                 | 40                 | 46                 | 60                 | 63                 | 45                 | 50                 | 47                 | 43                 | 51                 | 39                 | 18                 | 1                  | 4                  | 0                  | 0                  |

## Külső hivatkozások
- Žumberak község hivatalos oldala
- A Zsumberki közösség honlapja